# Baliaggio di Locarno
Il Baliaggio di Locarno fu una dipendenza della Vecchia Confederazione della Svizzera durante l'Antico Regime.

## Storia
Per tutto il XV secolo gli svizzeri avevano mostrato interesse commerciale per il sud delle Alpi, ma in quel periodo la solidità del Ducato di Milano non aveva permesso loro che limitatissimi risultati. Ben più ghiotta occasione si prospettò invece all'inizio del XVI secolo, quando il ducato cadde sotto i colpi della ben più potente Francia.
Nel 1512 l'intero territorio subì l'invasione dei confederati elvetici, che iniziarono una guerra quadriennale contro i francesi per il controllo del Nord Italia, conclusasi nel 1516 con il Trattato di Friburgo che segnò la definitiva annessione alla Svizzera della pieve di Locarno che fu trasformata nel neo-costituito omonimo baliaggio, dipendenza diretta della Confederazione, simile a quanto viene oggi definito un protettorato. Al baliaggio fu aggregata Brissago, unico comune della confinante Pieve di Cannobio che gli elvetici erano riusciti a conquistare.
In qualità di dipendenza, la comunità era governata da un balivo di lingua tedesca, ma per l'amministrazione locale veniva mantenuta un'autonomia gestita da un Magnifico Consiglio formato da 21 membri.
Al baliaggio, formazione politica chiaramente oligarchica e anti-democratica, fu fatale l'invasione giacobina del 1798, allorquando fu soppresso a favore di una più larga provincia costituita secondo i canoni centralistici e antifederalistici degli invasori: il Cantone di Lugano.